# Chadżidimowo (gmina)
Chadżidimowo (bułg. Община Хаджидимово) – gmina w południowo-zachodniej Bułgarii, w obwodzie Błagojewgrad.

## Miejscowości
Miejscowości wchodzące w skład gminy Chadżidimowo:
- Ałbinica (bułg. Aбланица),
- Beslen (bułg. Беслен),
- Błatska (bułg. Блатска),
- Chadżidimowo (bułg. Хаджидимово) – siedziba gminy,
- Gajtaninowo (bułg. Гайтаниново),
- Ilinden (bułg. Илинден),
- Kopriwlen (bułg. Копривлен),
- Łyki (bułg. Лъки),
- Nowa Łowcza (bułg. Нова Ловча),
- Nowo Leski (bułg. Ново Лески),
- Parił (bułg. Парил),
- Petrelik (bułg. Петрелик),
- Sadowo (bułg. Садово),
- Teplen (bułg. Теплен),
- Teszowo (bułg. Тешово).